# Borong
Borong (ros.: Боронг) – pasmo górskie w azjatyckiej części Rosji, w północnej Jakucji, w zachodniej części Gór Czerskiego, w dorzeczu rzeki Adyczy. Rozciąga się na długości ok. 240 km. Najwyższy szczyt osiąga 2304 m n.p.m. Od pasma Czibagałachskij chriebiet na północnym wschodzie oddziela je dolina rzeki Narky. Z południowego zachodu pasmo ogranicza dolina rzeki Adyczy.
Pasmo zbudowane z triasowych i dolnojurajskich, dewońskich piaskowców i argilitów. Góry silnie rozczłonkowane przez doliny dopływów Adyczy. 
W dolinach, do wysokości 1000 m n.p.m. występują lasy modrzewiowe, bagna i łąki; wyżej na zboczach zarośla sosny karłowej. Powyżej 1400 m n.p.m. dominuje tundra górska.